# Skuggbanksektorn
Skuggbanksektorn (engelska: shadow banking system) avser den bankliknande verksamhet som olika organisationer utför men som inte står under samma reglering och tillsyn som banksystemet. Skuggbanksektorn är en sektor som växer och det är något som oroat många. Bland andra har G20-gruppen uttalat att sektorn numera utgör en risk för den finansiella stabiliteten och till och med kan ses som en systemrisk. Intresset och oron för skuggbanksektorn kan ses mot bakgrund av de senaste årens finanskris(er) och de krav på bankreglering som följt i dess spår. Bekymret är såväl att stora delar av den bankliknande verksamheten kommer undan reglering som att den ökade regleringen av banksektorn kan medföra att bankverksamhet istället hamnar i skuggbanksektorn. Skuggbanksystemet bedriver också en enorm mängd handelsaktivitet på OTC-derivatmarknaden, som växte snabbt under decenniet fram till finanskrisen 2008 och nådde över 650 biljoner US dollar i noterade kontrakt som handlas.